# Hertsa (huyện)
Hertsa (tiếng Ukraina: Герцаївський район, chuyển tự: Hertsas’kyi raion) là một huyện của tỉnh Chernivtsi thuộc Ukraina. Huyện Hertsa có diện tích 309 km², dân số theo điều tra dân số ngày 5 tháng 12 năm 2001 là 32.247 người với mật độ 104 người/km². Trung tâm huyện nằm ở Hertsa.